# Лагутенко Наталія Леонідівна
Наталія Леонідівна Лагутенко (14 листопада 1985) — українська спортсменка з параканое, призерка Літніх Паралімпійських ігор. Майстер спорту України міжнародного класу.
Займається параканое у Рівненському, Київському та Дніпропетровському регіональних центрах з фізичної культури і спорту осіб з інвалідністю «Інваспорт». Користується інвалідним візком.
Бронзова призерка чемпіонату світу 2013 року. Срібна та бронзова призерка чемпіонату Європи 2014 року. Дворазова бронзова
призерка чемпіонату світу 2014 року. Бронзова призерка чемпіонату Європи 2015 року.

## Державні нагороди
- Орден княгині Ольги III ст. (4 жовтня 2016) — За досягнення високих спортивних результатів на XV літніх Паралімпійських іграх 2016 року в місті Ріо-де-Жанейро (Федеративна Республіка Бразилія), виявлені мужність, самовідданість та волю до перемоги, утвердження міжнародного авторитету України[1]